# Прилуцький дендропарк
Прилу́цький дендропа́рк — дендрологічний парк місцевого значення в Україні. Входить до складу об'єктів природоохоронного фонду Чернігівської області згідно з рішенням обласної ради від 11 червня 2008 року.

## Історія
Наукова установа розпочала свою роботу 1936 року, сфера діяльності полягала в дослідженні олійних та ефіроолійних культур. Основною метою стало вивчення рідкісних видів дерев та кущів, їх збереження та розповсюдження. Дендропарк був заснований 2002 року на території, яка належить Прилуцькій дослідній станції. Влітку 2010 року науковий директор Прилуцької дослідної станції Української академії аграрних наук Олександр Попов, вирішив створити Алею молодят на території парку, для того, щоб кожна молода сімейна пара могла посадити нове дерево та прикріпити табличку, яка б містила їх імена. В червні 2011 року дендропарк «Прилуцький» презентував 2 колекції півників на виставці у ботанічному саду імені Гришка.

## Опис
Площа дендропарку 11,9 гектарів. Він розташований на території міста Прилуки Чернігівської області, по вулиці Вавилова, 16. Підпорядковується Прилуцькій дослідній станції Національної академії аграрних наук України.
На території парку поширення набули два види рододендрону: рододендрон карпатський, відомий більше під назвою «червона рута» та рододендрон жовтий. Колекцію почали збирати 2009 року. Прилуцька дослідна станція створює колекції троянд, хризантем та гладіолусів. Вирощуються туї, чорна смородина, шовковиця та канна. На території парку зростає близько 3000 екземплярів рослин. Працівники установи співпрацюють з дендропарком «Асканія-Нова», «Софіївкою» та «Тростянцем». Серед рослин представлено 180 сортів півників. Зростають плодово-ягідні культури. Нікітський ботанічний сад в обмін на прилуцькі канни надіслав до Прилуцького дендропарку 30 видів півників. Є рослини, які були придбані у приватних колекціях. Постійно проводиться купівля нових сортів рослин, виводяться власні сорти. Проводиться гібридизація екземплярів. Представлені півники сніжно-білого, фіолетового, майже чорного кольору. Серед видів, що зростають у Прилуцькому дендропарку є ті, що були відзначенні медаллю Дейкса. Ця нагорода надається щорічно одному з сортів півників.

## Галерея

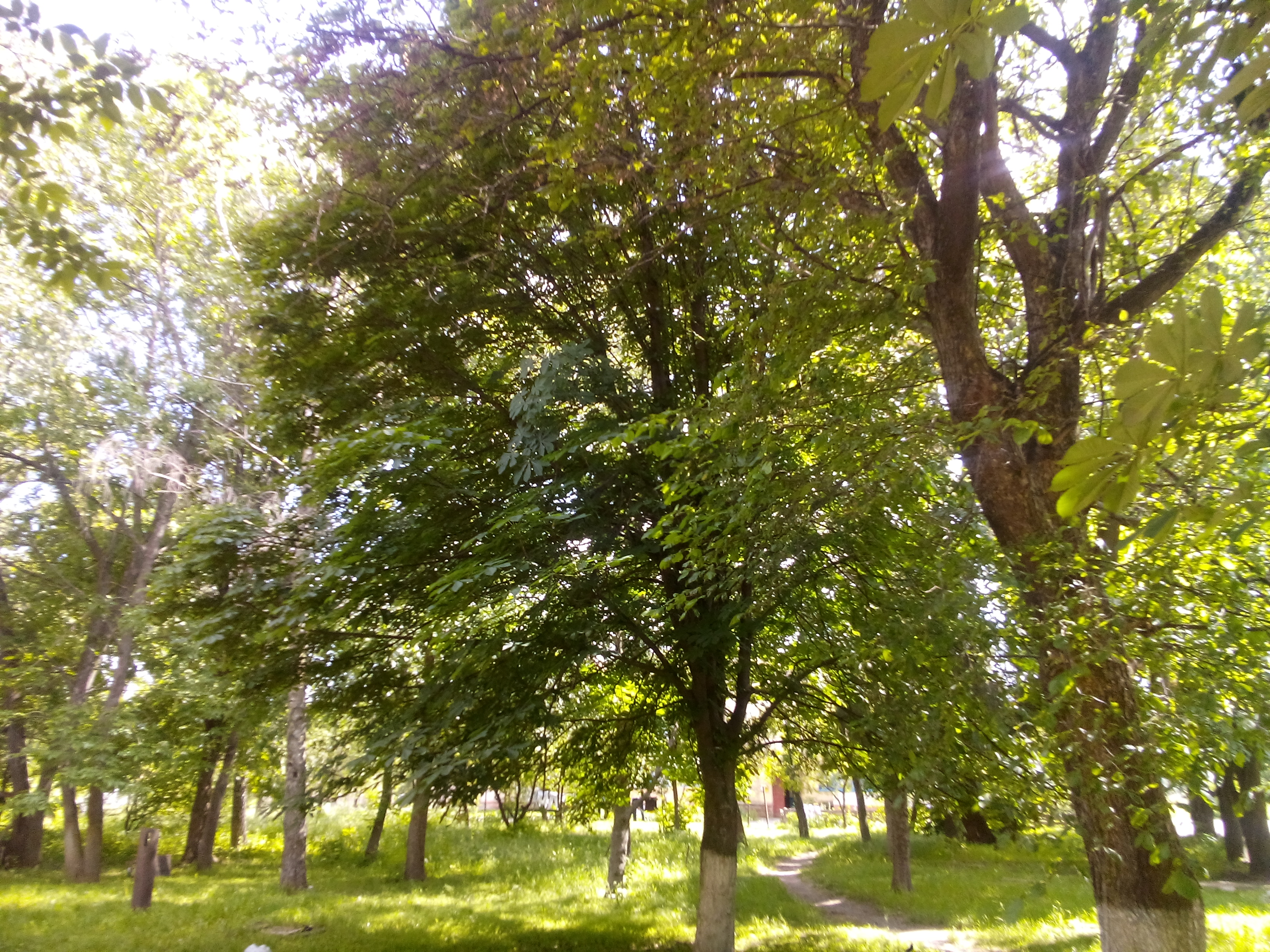
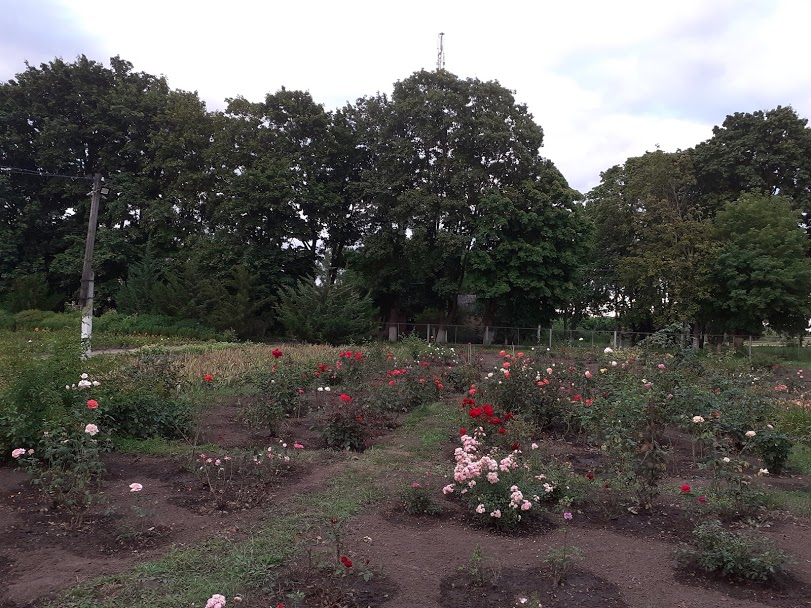
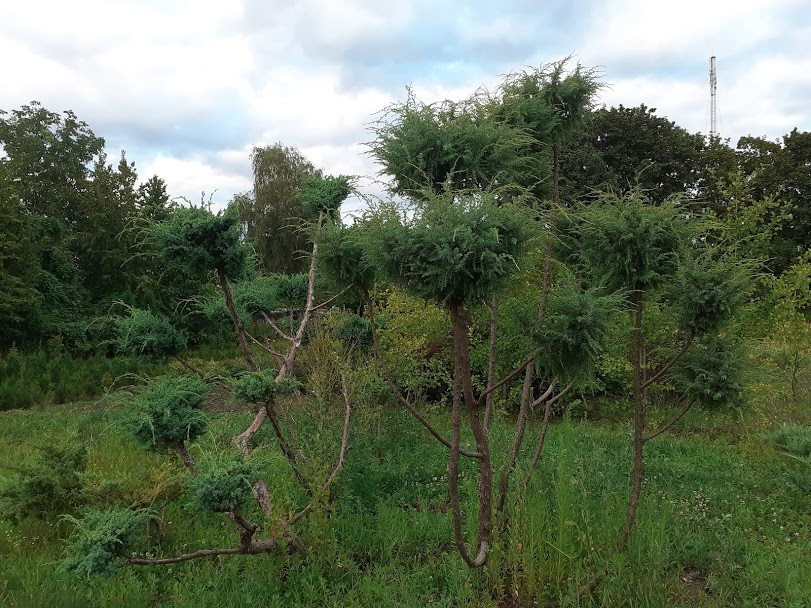
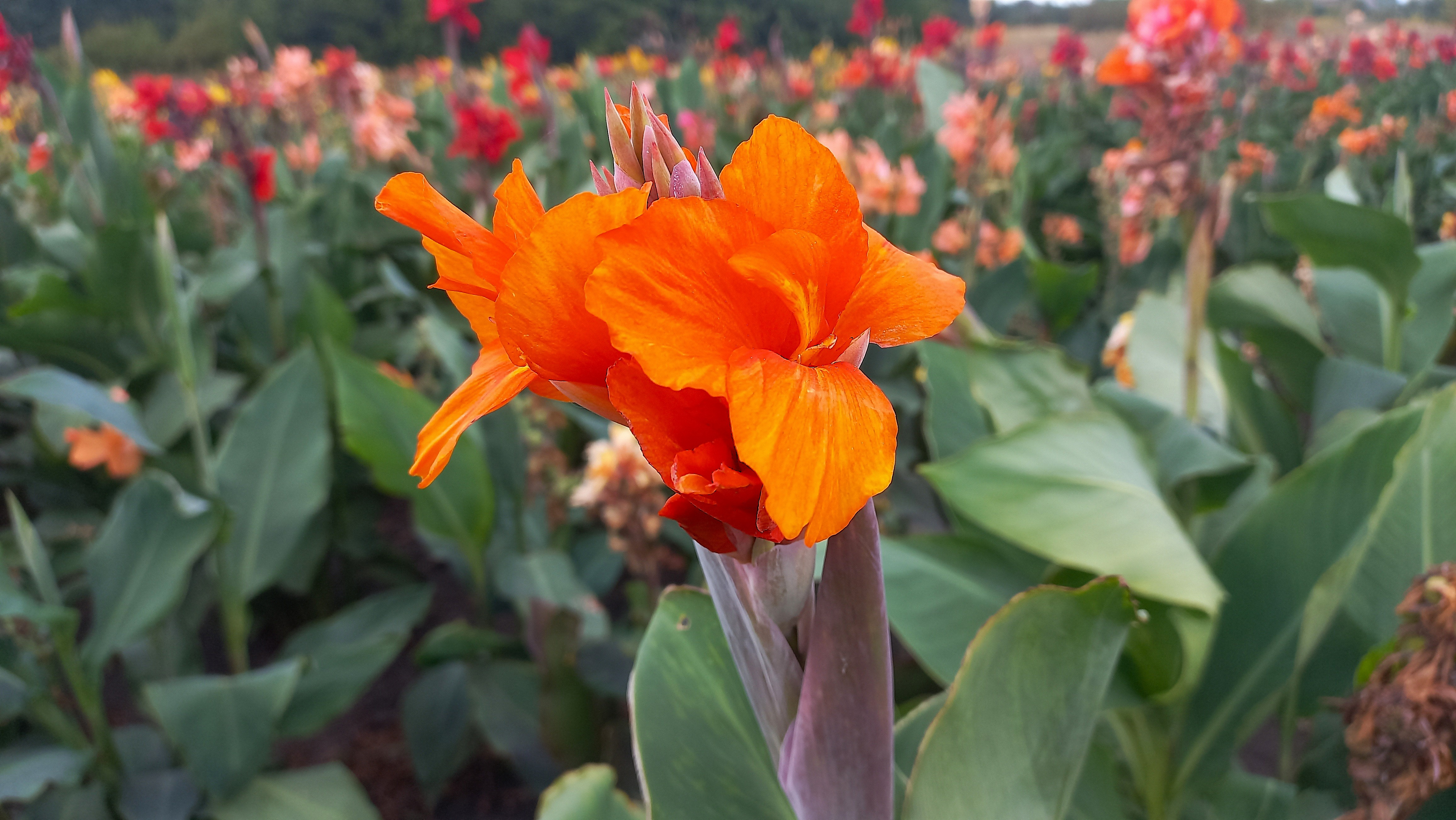
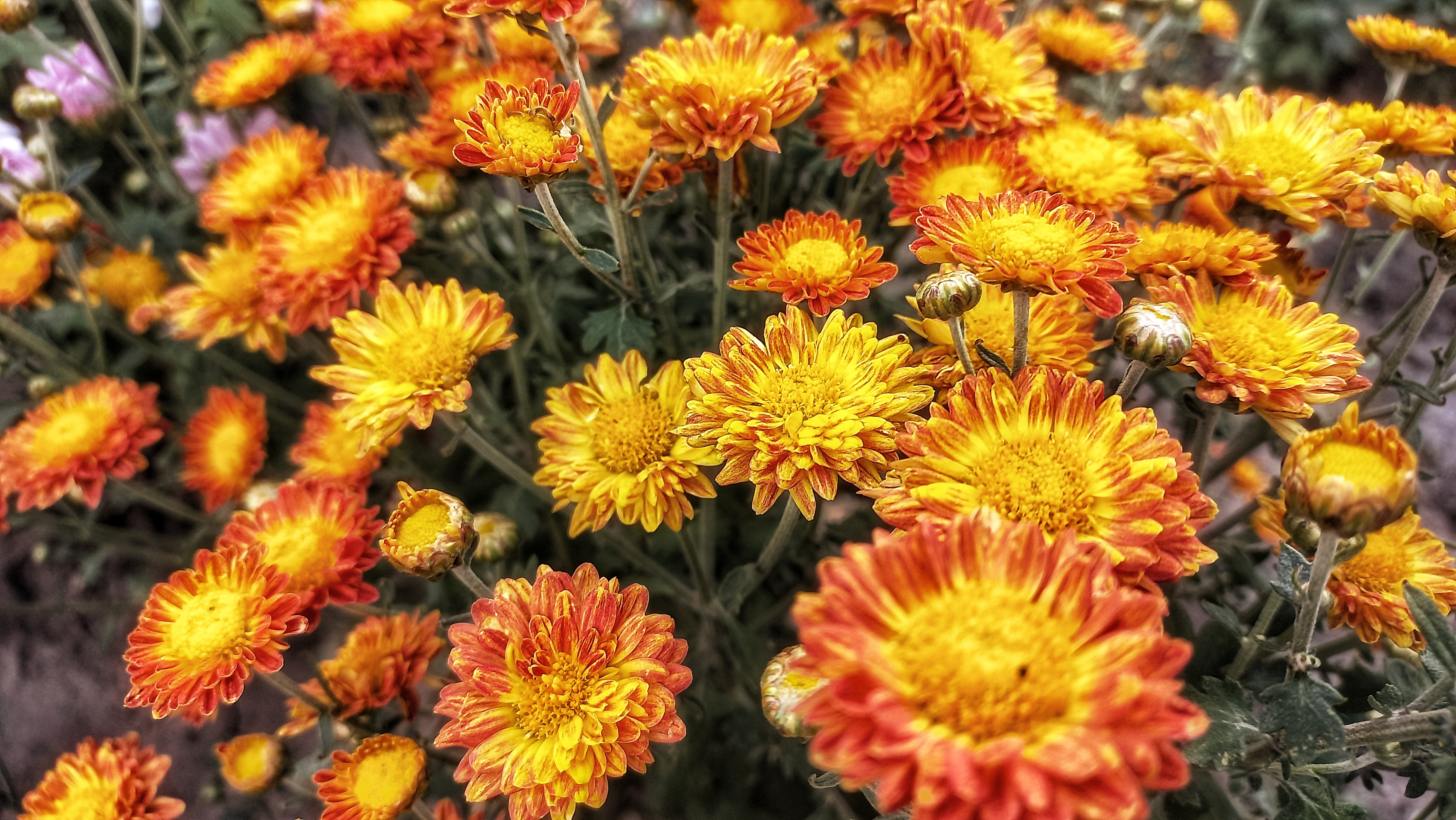
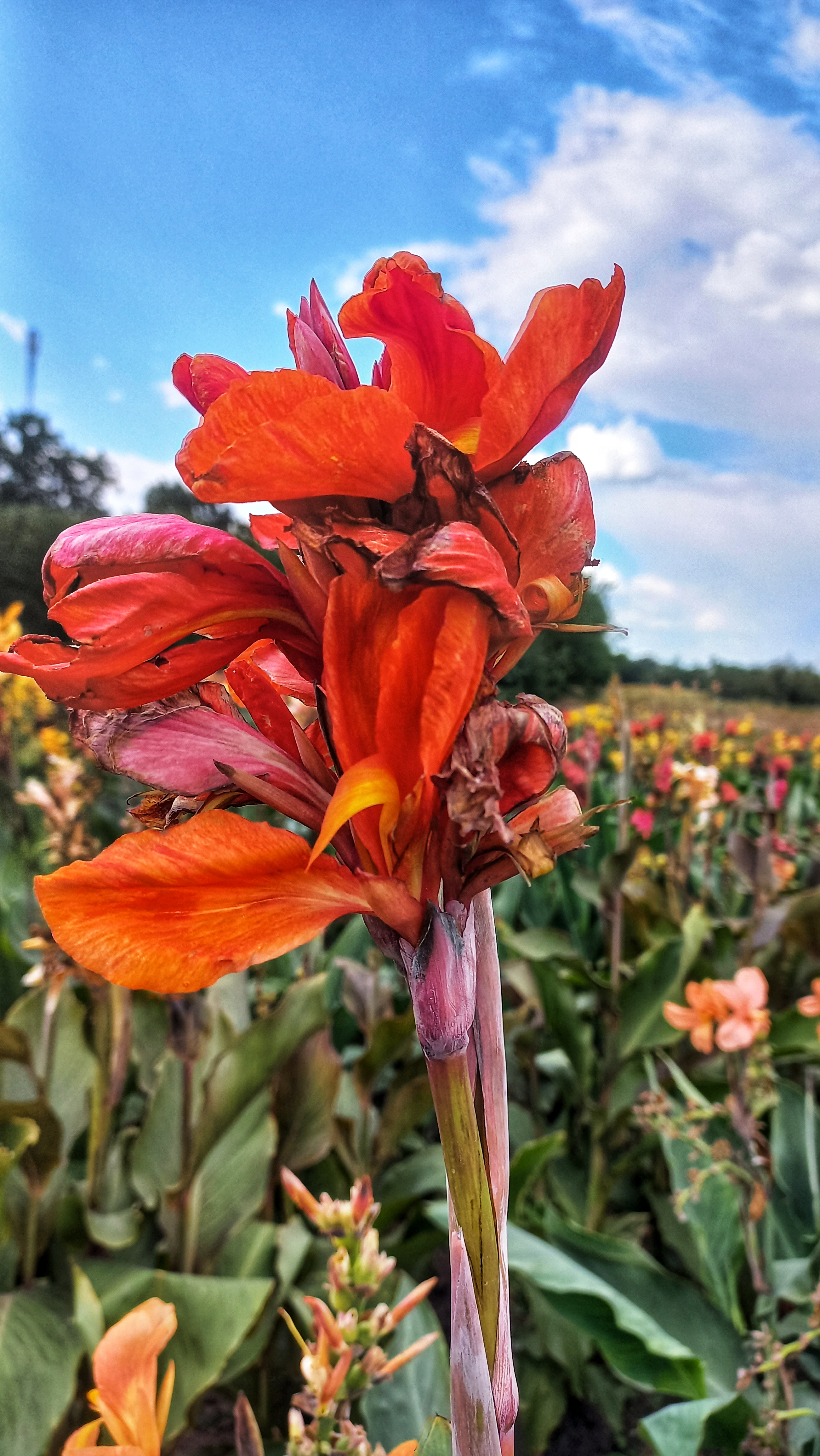